# Đậu thận
Đậu thận(腎豆)hay yêu đậu(腰豆)(tên khoa học Phaseolus vulgaris) theo tên Anh ngữ kidney bean bắt nguồn từ hình dạng và màu sắc giống với thận(kidney). Đậu thận đỏ có thể bị nhầm lẫn với các loại đậu khác có màu đỏ, chẳng hạn như đậu đỏ (Azuki bean). Ở Jamaica, chúng được gọi là "red peas".

## Phân loại
- Đậu thận đỏ (Red kidney bean, common kidney bean).
- Đậu thận đốm đỏ (Red speckled kidney bean, long shape red speckled kidney bean).
- Đậu thận đốm sáng (Light speckled kidney bean, long shape light speckled kidney bean).
- Đậu thận trắng – White kidney bean.

## Món ăn
Đậu thận đỏ thường được sử dụng trong súp ớt thịt (chili con carne - chili with meat) và là một phần không thể thiếu trong các món ăn của khu vực phía bắc của Ấn Độ, nơi mà các hạt được gọi là rajma và được sử dụng trong một món ăn cùng tên. Đậu đỏ được sử dụng ở New Orleans và phần lớn miền nam Louisiana cho món ăn Thứ Hai Thuộc Địa cổ điển (classic Monday Creole) bao gồm đậu đỏ và cơm. Những loại đậu đỏ nhỏ hơn, sẫm màu hơn cũng được sử dụng, đặc biệt là trong các gia đình Louisiana như một món đặc sản Caribê trong những năm gần đây. Những loại đậu thận nhỏ được sử dụng tại La Rioja, Tây Ban Nha, được gọi là caparrones. 
Ở Việt Nam, đậu thận đỏ có thể sử dụng như đậu đỏ loại thường để nấu chè ăn cũng rất ngon. Người ta thường nấu chè từ loại đậu này với đậu ngự hay đậu đen.

## Lưu ý sử dụng
Đậu thận có nhiều chất độc hại hơn so với hầu hết các giống đậu khác, nếu không ngâm trước và đun sôi trong ít nhất 10 phút sau đó.

## Tổng hợp các loại đậu
- .Các loại quả đậu ăn cả vỏ lẫn ruột khi chưa chín[3]

- Đậu rồng – Đậu khế – Đậu xương rồng – Đậu cánh – Winged bean – Winged pea – Goa bean – Asparagus pea – Four-angled bean.
- Đậu que – Green bean – String bean – Snap bean.
- Đậu cô ve – Đậu a ri cô ve – French beans, French green beans, French filet bean (english) – Haricots verts (french): được trồng ở Đà Lạt.
- Wax bean: đậu que trắng.
- Đậu đũa – Yardlong bean bora – Long-podded cowpea – Asparagus bean – Pea bean – Snake bean – Chinese long bean – Thailand long bean – Long bean – Bodi – Boonchi.
- Snap peas – Sugar snap peas: quả đậu có thể ăn sống (vỏ ít xơ và không sáp như English pea) hoặc tách hạt ăn khi chín.
- Snow peas – Chinese peas: hạt đậu nhỏ và xếp thành hàng ở 1 bên của vỏ. Vỏ thì phẳng, rộng và mềm (dễ uốn cong). Được ăn cả quả.
- Italian flat bean – Romano bean – Runner bean: quả Á hậu đậu chưa chín.
- Dragon tongue bean: đậu lưỡi rồng hoặc quả đậu cúc chưa chín.
- Edamame – Sweet bean – Vegetable soybean – Beer bean – Edible soybean: quả đậu nành Nhật chưa chín.

- Các loại hạt đậu tròn[4][5]

- Đậu Hà Lan – Pea – Green pea – English pea: vỏ nhiều sáp và xơ, không thể ăn nên phải lột vỏ và ăn hạt.
- Snap peas – Sugar snap peas: quả đậu có thể ăn sống (vỏ ít xơ và không sáp như English pea) hoặc tách hạt ăn khi chín.
- Đậu gà – Chickpea.

- Các loại hạt đậu bầu dục nhỏ[4][5]

- Đậu tương – Đỗ tương – Đậu nành – Soybean.
- Đậu trắng – Đậu dải trắng rốn nâu – Cowpea – Black eyed bean – Black eyed pea.
- Đậu xanh – Mung bean.
- Đậu đỏ – Xích tiểu đậu – Mễ xích – Azuki bean – Asuki bean – Adzuki bean – Aduki bean: mắt mầm kéo dài dọc thân.
- Đậu đen – Black bean – Turtle bean – Frijole negro.
- Đậu ván – Hyacinth bean – Indian bean – Lablab bean – Bonavist bean – Calavance – Seim – Fuji mame: giống đậu nành, mắt mầm nổi và kéo dài dọc thân.
- Đậu triều – Pigeon pea (Cajanus cajan) – Gandule bean – Tropical green pea – Kadios – Congo pea – Gungo pea – Gunga pea: giống hạt đậu nành màu xanh lá.
- Edamame: đậu nành Nhật màu xanh.
- Bolita bean: màu kem.
- Calypso bean – Yin yang bean – Orca bean: màu đen trắng.
- Chili bean – Pink bean – Habichuelas Rosadas (spanish): màu hồng nâu.
- Eye of the goat bean – Goat's eye bean: đậu mắt dê, màu nâu vân gỗ.
- Red ball bean – Frijol bola roja: đậu bóng đỏ.
- Navy bean – Haricot bean – White pea bean – Pearl haricot – Pea bean – Haricot blanc bean – Small white bean – Fagioli – Yankee bean - Boston bean: đậu hải quân, trắng.
- Marrow bean: lớn hơn, thơm hơn Navy bean.
- Vallarta bean: màu vàng xanh lá.
- Yellow Indian woman bean: màu nâu nhạt.

- Các loại hạt đậu hình thận to vừa và hơi dẹp giống đậu Lima[4][5]

- Đậu ngự – Christmas lima bean – Chestnut lima bean – Madagascar bean: hạt hình elip hơi tròn, dẹp, đường viền liền không phải đốm.
- Lima bean: màu xanh hoặc trắng.
- Jackson wonder lima bean: màu nâu.
- Dermason bean: màu trắng dẹp, hình thận như đậu thận.

- Các loại hạt đậu hình bầu dục vừa, giống đậu cúc – Fasolia bean[4][5]

- Pinto bean: nâu nhạt đốm nâu.
- Cranberry bean – Borlotti bean: hồng nhạt hoặc trắng đốm hồng.
- Anasazi bean: đốm sữa.
- Brown speckled cow bean: trắng đốm nâu đen.
- Great Northern bean: màu trắng.
- Maicoba bean – Mayocoba bean – Peruvian bean – Azufrado bean – Peruano bean – Canaria bean – Canario bean: màu kem hơi vàng.
- Mortgage runner bean – Mortgage lifter bean: giống Great Northern bean nhưng tròn, ngắn hơn.
- Rattlesnake bean: màu nâu nhạt hơn Pinto bean.
- Tongues of fire bean: nâu nhạt hơn Pito bean đốm nâu.
- Steuben yellow bean – Steuben yellow eye bean – Butterscotch calypso bean – Molasses face bean – Maine yellow eye: nửa trắng nửa nâu.
- Swedish brown bean: màu nâu.
- Tepary bean – Tapary bean – Moth dal: giống viên sỏi, màu từ nâu nhạt đến nâu đậm.

- Các loại hạt đậu hình thận giống đậu thận[4][5]

- Đậu thận thường – Đậu thận đỏ – Đậu đỏ dài – Red kidney bean.
- Đậu thận đốm (sáng/đỏ) (dài) – (Long shape) (Light/red) speckled kidney bean.
- Đậu thận trắng – White kidney bean – Cannellini bean – Fazolia bean – Lingot bean.
- Appaloosa bean: nửa đen nửa trắng.
- Bayo bean: nâu.
- Soldier bean – Red eye bean: mắt đỏ.
- Flageolet bean – Fayot bean: trắng, xanh lá nhạt
- Á hậu đậu – Scarlet runner bean – Multiflora bean: khi trưởng thành có màu chuyển từ đen sang nâu đến tím.
- Tolosana bean – Spanish Tolosana bean – Prince bean: đốm nâu đỏ.
- Trout bean – Jacob's cattle bean – Forellen bean: trắng đốm tím hồng.

- Các loại hạt đậu gạo[4][5]

- Black Rice Bean: đậu gạo đen.
- Green Rice Bean: đậu gạo xanh.

- Các loại hạt đậu khác[4][5]

- Đậu lăng – Lentil: hạt tròn dẹp nhỏ.
- Lupin bean – Lupini bean: giống hạt bắp, dẹp.
- Đậu răng ngựa – Broad bean – Fava bean – Habas – Horse bean – Foul: hạt tròn dẹp lõm ở giữa mặt bên, màu xanh nhạt hoặc nâu nhạt.
- Sator bean: giống hạnh nhân xanh lá.
- Snail bean: hình xoắn giống vỏ ốc.